# La Passion selon Marc – Une Passion après Auschwitz
La Passion selon Marc – Une Passion après Auschwitz (deutsch: „Die Markus-Passion – Eine Passion nach Auschwitz“) ist ein Oratorium für Solisten, Chor und Orchester von Michaël Levinas. Sie wurde anlässlich des 500. Jahrestages der Reformation in der Kirche Saint-François in Lausanne uraufgeführt und stellt das Passionsgeschehen aus jüdischer Sicht mit Bezügen zum Holocaust dar.

## Struktur

### Erster Teil. „Partie Hébraïque“ – Hebräischer Teil
Der erste Teil des Oratoriums besteht aus drei Abschnitten in hebräischer und aramäischer Sprache::5
- Nr. 1. Kaddisch – Männerstimmen des Chores mit Begleitung von Orchester und Orgel
- Nr. 2. El maleh Rachamim – Totengebet
- Nr. 3. Lecture des noms – vom Evangelisten vorgelesene Namen von Holocaust-Opfern, begleitet vom „Murmeln“ des Orchesters und einer Chor-Psalmodie

### Zweiter Teil. „Partie Chrétienne – Évangile selon St Marc“ – Christlicher Teil – Evangelium nach Sankt Markus
Der zweite Teil enthält den ungekürzten Text der Kapitel 14 und 15 des Markus-Evangeliums in altfranzösischer Sprache nach einem Bibelmanuskript des 13. Jahrhunderts, der von Michel Zink für das Oratorium transkribiert wurde. Im Gegensatz zu den Evangelien nach Matthäus und Johannes enthält der Passionsbericht des Markus-Evangeliums keine antijüdischen Aussagen. Levinas entschied sich für das Altfranzösische, da es klangvoller und farbiger („plus sonore et colorée“) als das moderne Französisch sei, aber auch in Rhythmus und Gehalt eine klangliche Umgestaltung des geistlichen Gehalts erlaube. Er ergänzte den Text mit Versen aus den Mystères et Passions von Arnoul Gréban aus dem 15. Jahrhundert. Die „Tränen der Mutter“ („Larmes de la mère“) strukturieren den Evangelienbericht.:5
Die einzelnen Sätze sind folgendermaßen überschrieben:
- Nr. 1. Première imploration de la Mère
- Nr. 2. La Pasque aus Juys
- Nr. 3. La Béthanie („Boiste pleine de narde preciuse“)
- Nr. 4. Cantiques de Jésus
- Nr. 5. Refrain: récit de la trahison de Judas
- Nr. 6. La Cène; thème de la Croix
- Nr. 7. Thème de l’Eucharistie; thème de la Crucifixion
- Nr. 8. Deuxième imploration de la Mère
- Nr. 9. L’engagement de Pierre
- Nr. 9a. Troisième imploration de la Mère
- Nr. 10. Arrestation de Jésus: Baiser de Judas. Récit par l’Évangeliste
- Nr. 11. La Trahison de Pierre. Le chant du coq
- Nr. 11a. Récit du Golgotha
- Nr. 12. La Crucification
- Nr. 13. La Descente de la Croix. Le soir étant venu. La nuit du Sabbath tombe lentement

### Dritter Teil. „Dieser deiner Trauer (Ce deuil)“ – zwei Gedichte von Paul Celan
Der dritte Teil besteht aus zwei deutschsprachigen Gedichten des Holocaust-Überlebenden Paul Celan.
Die Schleuse wird vom Sopran vorgetragen und von zwei Flöten, Klavier, Harfe und Gong begleitet.
Mit Espenbaum endet das Oratorium. Die Mezzosopranistin singt es solistisch ohne jegliche Instrumentalbegleitung.
- Nr. 1. Die Schleuse
- Nr. 2. Espenbaum

## Orchester
Die Orchesterbesetzung des Oratoriums enthält die folgenden Instrumente:
- Holzbläser: zwei Flöten (2. auch Altflöte in G), zwei Klarinetten in Es (2. auch Bassklarinette), zwei Fagotte (2. auch Kontrafagott)
- Blechbläser: Hörner in F (auch Tuben in Es), zwei Trompeten in C
- Schlagzeug (1 Spieler)
- Klavier (auch Celesta)
- „Clavier midi“
- Harfe
- Große Orgel
- Streicher: sechs Violinen 1, sechs Violinen 2, vier Bratschen, vier Violoncelli, zwei Kontrabässe

Die Bratschisten und Cellisten spielen auch Harmonikas in D.
In einigen Stellen werden die Celli und Kontrabässe mit Papierstücken präpariert.
Einige der Chorsänger erhalten Pfeifen.

## Werkgeschichte
Levinas Markus-Passion entstand im Auftrag des Vereins „Musique pour un temps présent“ aus Yverdon-les-Bains, der sich darum bemüht, „das zeitgenössische Musikschaffen in Zusammenhang mit aktuellen philosophischen theologischen und religiösen Fragen“ zu fördern und dabei einen Schwerpunkt auf den interreligiösen Dialog, insbesondere mit dem Judentum, legt. Ziel der Komposition war es, die Passionsgeschichte aus jüdischer Sicht zu schildern.
Bei der Uraufführung am 12. April 2017 in der Église St-François in Lausanne sangen Magali Léger (Sopran), Marion Grange (Mezzosopran), Guilhem Terrail (Countertenor) und Mathieu Dubroca (Bariton). Marc Kissóczy leitete das Ensemble Vocal Lausanne und das Orchestre de chambre de Lausanne. Die Aufführung wurde live vom Westschweizer Radio und auf France Musique übertragen. Arte Concert stellte anschließend einen Video-Mitschnitt im Internet bereit.
Folgeaufführungen gab es 13. April 2017 in der Kathedrale St. Peter in Genf, am 14. April in der Kathedrale St. Nicolas in Freiburg und am 21. September in Straßburg.:3